# Chrysler PT Cruiser
Chrysler PT Cruiser - компактний автомобіль в стилі ретро, випущений компанією Chrysler як 5-дверний хетчбек в 2000 році як модель 2001 року і 2-дверний кабріолет в 2005 році.

## Опис

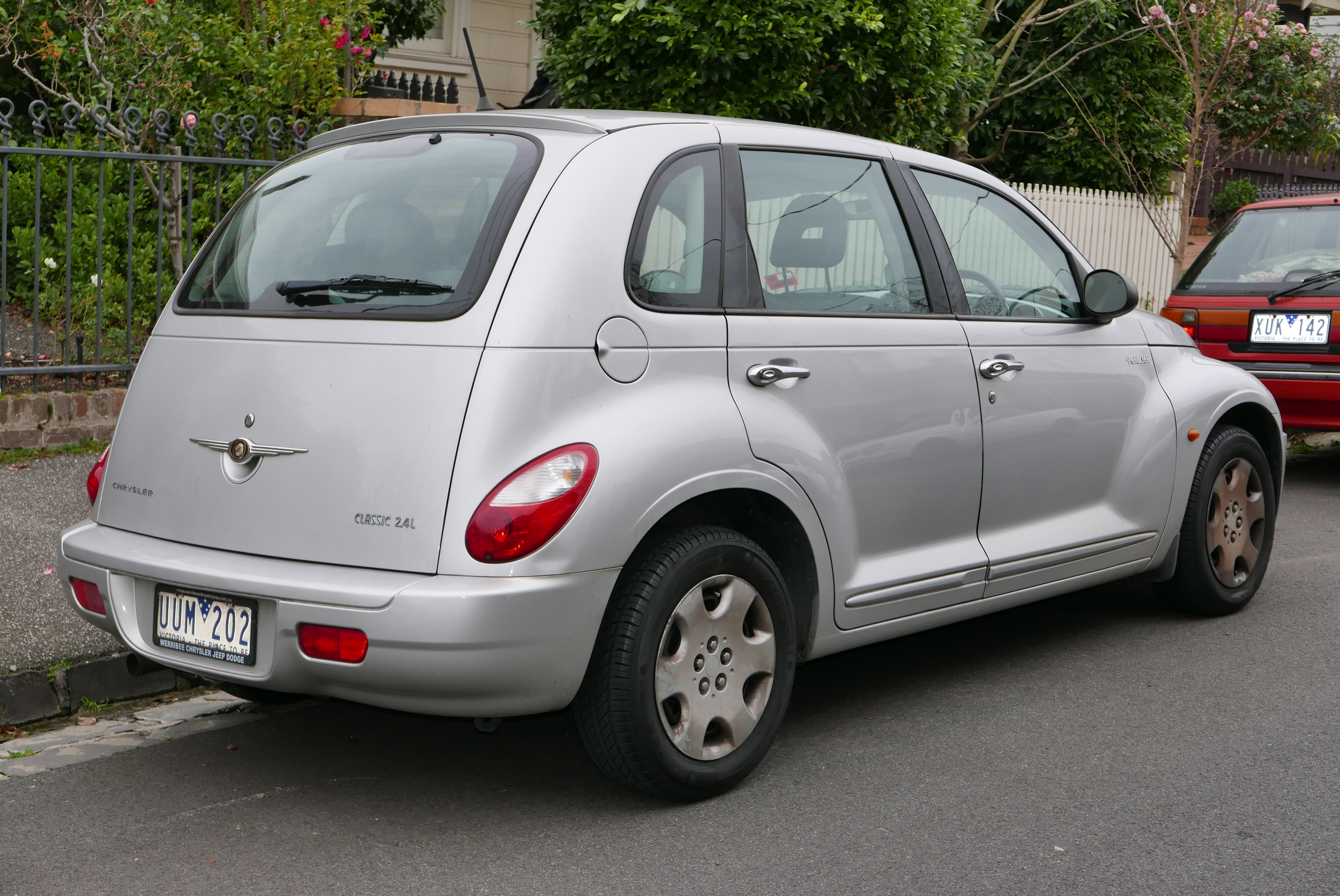
Chrysler PT Cruiser

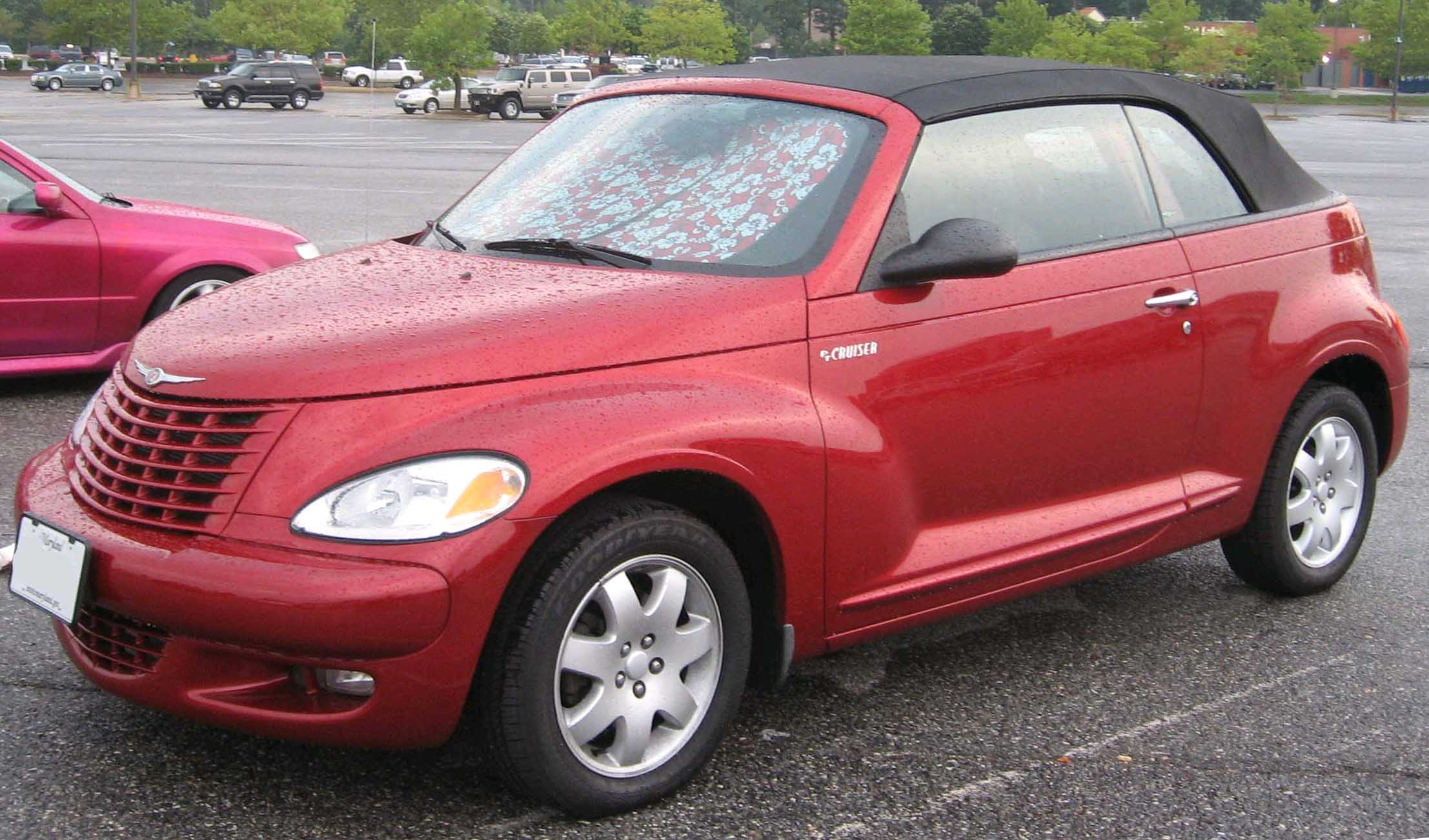
Chrysler PT Cruiser Convertible

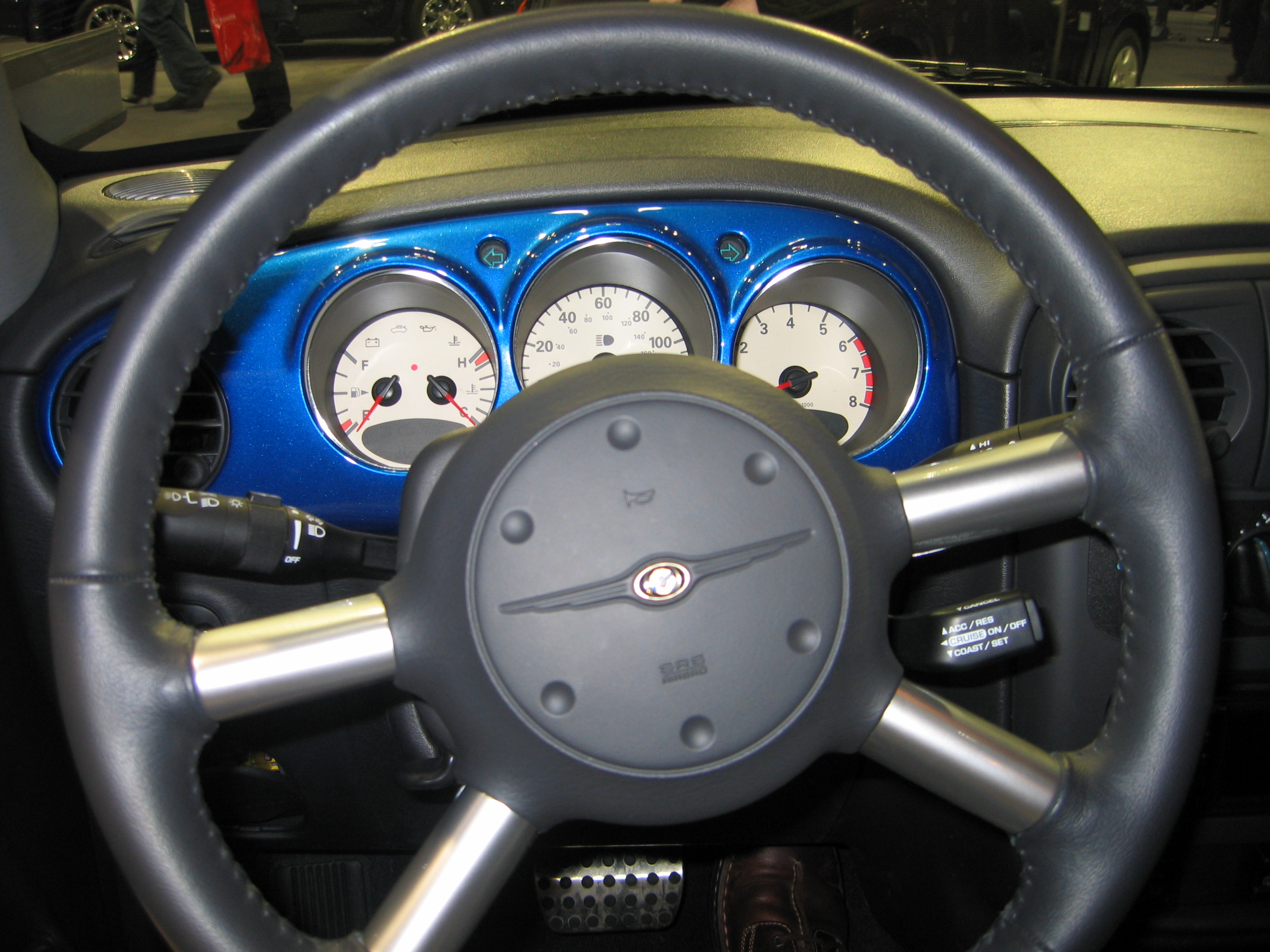

Спочатку задуманий як модель Plymouth, PT Cruiser вийшов під брендом Chrysler на офіційній презентації через те, що в 2001 році бренд Плімут був закритий. Дизайн PT Cruiser був розроблений Брайаном Несбіта, який також розробив дизайн Chevrolet HHR. Назва "PT Cruiser" містить акронім PT, що позначає "Персональний Транспорт" і також позначає платформу автомобіля, як і його ідентифікаційний код. PT ще є абревіатурою схожого концепт-кара Pronto Cruiser в ретро-стилі від Chrysler.
Версія чотиримісного кабріолета з'явилася в 2005 році. Даний 2-дверний кабріолет оснащувався спеціальної "спорт-захистом" (sport bar), що додає жорсткість і захист від перевертання. Даний спорт-бар дозволяє проходити повітрю над задніми сидіннями, що знижувало рівень протягу для задніх пасажирів. Кабріолет був офіційно знято з виробництва 21 грудня 2007 році, але деякі кабріолети 2007 маркувалися як моделі 2008 року. 12 січня 2009 року Chrysler LLC під керівництвом Cerberus Capital Management повідомив про поступове згортання і хетчбека.
Chrysler PT Cruiser 2009 року являє собою 5-місний 4-дверний універсал як в базовій модифікації, так і в моделях Touring і Limited. Незважаючи на свій вік, відгуки показують, що дизайн PT Cruiser досі має популярність. Оглядачі зазначають, що стиль Крайслера ПТ Крузера 2009 року змішав ретро-стилі пізніх 1930-х або ранніх 1940-х років; американський седан з витонченими лініями в екстер'єрі, такими як: двопроменеві фари і краплеподібні задні ліхтарі. Вважається, що Chrysler PT Cruiser поєднує в собі елементи седана, універсала, кросовера і мінівена. Модель Крайслер ПТ Крузер 2009 року оснащена стандартним 2,4-літровим двигуном, потужністю 150 кінських сил, проте, ті, хто віддає перевагу більш потужному варіанту, можуть обрати двигун з турбонадувом, потужністю 180 кінських сил. Більшість моделей PT Cruiser оснащені стандартною 5-ступінчастою механічною коробкою передач, за винятком, моделі Touring, яка комплектується з 4-ступінчатою автоматичною КП. 
6 липня 2009 року після реорганізації в "New Chrysler", компанія переглянула плани щодо згортання виробництва моделі і стала спеціалізуватися на їх випуск тільки для ринку Канади та Мексики. Але все-таки 9 липня 2010 PT Cruiser вийшов з виробництва. Всього в світі було випущено майже 1,35 мільйона автомобілів.

### Двигуни
- 1.6 L EJD I4 116 к.с.
- 2.0 L ECC I4 141 к.с.
- 2.4 L EDZ I4 143 к.с.
- 2.4 L EDV/EDT I4 турбо 223 к.с.
- 2.2 L EDJ (Mercedes-Benz OM644) I4 турбо diesel 121 к.с.
- 2.2 L EDJ (Mercedes-Benz OM644) I4 турбо diesel 150 к.с.